# Копла романсеада
Копла романсеада, или куартета, — копла из четырехстопных хореических стихов (8-сложные стихи с ударениями на 1-й, 3-й, 5-1 и 7-й слоги). Этот стих называется кастильским, а в русском литературоведении еще и романсным. Копла романсеада использыуется во всех или почти во всех песенных и песенно-танцевальных жанрах Латинской Америки. Главный признак этой формы — законченность и автономность, когда каждая копла является завершенным произведением.
Пример коплы (бамбуко, Колумбия):
Если я пою, не думай,
Что мне весело бывает
Я — как лебедь тот печальный,
Что поет и умирает.Перевод П. А. Пичугина